# 's All Right
's All Right（オール・ライト）は日本の歌手・YOKO Black. Stoneの1枚目のミニ・アルバム。1997年11月11日にStyling Recordsより発売された。

## 解説
- 公式発表によると発売より15,000枚以上の売り上げを記録している[1]。
- アルバム発売後に収録曲「's All Right」と「Calling you」がシングルカットされた。

## 収録曲
1. 's All Right
アルバムリリース後に12インチ盤としてシングルカットされたのち、1999年にメジャーデビューシングルとしてCDで再びシングルリリースされた。また、倉木麻衣が一部歌詞を変更しカバーした。
2. Calling you
ジェヴェッタ・スティールによる映画『バグダッド・カフェ』のテーマ曲のカバー。のちに12インチ盤としてシングルカットされた。
3. GIVE IT 2 ME
4. Baby I Like
のちに倉木麻衣によるカバーが全米デビューシングルとしてリリースされた。
5. Gonna Be Ready
6. Did I Hear You Say That You're In Love
のちに倉木麻衣がカバー。